# Open Tree of Life
O Open Tree of Life é uma árvore da vida filogenética online– um esforço colaborativo, financiado pela NSF AVAToL #1208809. O primeiro projecto, incluindo 2,3 milhões de espécies, foi lançado em setembro de 2015. O gráfico Interativo permite que o usuário dê um zoom nas classificações taxonômicos,  árvores filogenéticas, e informações sobre um nó. Clicar em uma espécie terá como retorno a sua fonte e referência taxonomica.

## Abordagem
O projeto utiliza uma abordagem de superárvore para gerar uma única árvore filogenética (servido no tree.opentreeoflife.org) a partir de uma taxonomia abrangente e um conjunto curado de estimativas filogenéticas publicadas.
A taxonomia é uma combinação de várias classificações grandes produzidas por outros projetos; ela é criada usando uma ferramenta de software chamada "esmagador". A taxonomia resultante (a Open Tree Taxonomy, OTT) pode ser visitada em tree.opentreeoflife.org.
O conjunto de estimativas filogenéticas que são adicionadas ao método superárvoree são selecionados através de um aplicativo web. Qualquer usuário com um  login GitHub pode fazer uma curadoria de uma árvore. Atividades de curadoria incluem:
- o upload de uma árvore a partir de um paper publicado em um base de dados de arquivo, tais como TreeBASE.
- reenraizar a árvore. Isso é muitas vezes necessário muitos métodos filogenéticos  estimam árvores não enraizadas que são, posteriormente, enraizado por outros meios (consulte Filogenética Computacional). O enraizamento destas árvores na informação suplementar para publicações e repositórios de dados está frequentemente incorreta.
- associar os rótulos de ponta de uma árvore para abrir a árvore de taxonomia para tornar possível a comparação de diferentes hipóteses filogenéticas.

A curadoria de armazenamento de dados está disponível para uso por outros, como repositório git. Todos os softwares produzidos pelo projeto estão disponíveis sob licenças de código aberto; (ver opentreeoflife.o github.io para obter links para o código, os dados e a documentação).

## História
O projeto foi iniciado em junho de 2012, com uma recompensa NSF de três anos para pesquisadores de dez universidades. Em 2015, uma recompensa suplementar de dois anos foi feita a pesquisadores de três instituições.